# Saison 1992-1993 du Football Club de Grenoble rugby
‌
Cette page présente la saison 1992-1993 du Football club de Grenoble rugby.
Si le club se voit privé du Bouclier de Brennus à la suite d’une finale polémique après une erreur d’arbitrage, il remporte le challenge du club complet.

## Les matchs de la saison

### Phase de qualification
Grenoble termine premier de sa poule à égalité avec Narbonne avec 9 victoires, 1 match nul et 4 défaites.

### À domicile
- Grenoble-Bayonne 25-15
- Grenoble-Racing 32-13
- Grenoble-Narbonne 27-27
- Grenoble-Pau 34-18
- Grenoble-Montferrand 28-9
- Grenoble-Bourgoin 15-8
- Grenoble-Cognac 27-6

### À l’extérieur
- Bayonne-Grenoble 9-13
- Racing-Grenoble 20-8
- Narbonne-Grenoble 22-14
- Pau-Grenoble 19-14
- Montferrand-Grenoble 25-22
- Bourgoin-Grenoble 17-18
- Cognac-Grenoble 15-16

## Classement des 4 poules de 8
Les équipes sont listées dans leur ordre de classement à l'issue de la première phase qualificative. Les quatre premières équipes de chaque poule sont qualifiées pour le Top 16.
| Poule 1 - RC Toulon - CA Bègles-Bordeaux - Stade toulousain - US Dax - FC Auch - SC Graulhet - RRC Nice - RC Chalon Poule 3 - RC Narbonne - FC Grenoble - Section paloise - AS Montferrand - Aviron bayonnais - Racing club de France - CS Bourgoin-Jallieu - US Cognac | Poule 2 - SU Agen - Tarbes Pyrénées - AS Béziers - Biarritz olympique - RC Nîmes - FCS Rumilly - Stade bordelais - Tyrosse RCS Poule 4 - USA Perpignan - Castres olympique - CA Brive - US Colomiers - Stade montois - Montpellier RC - Le Creusot - Avenir valencien |

### Top 16
Grenoble termine en tête de sa poule avec 5 victoires pour 1 défaite.

### À domicile
- Grenoble-Béziers 45-0
- Grenoble-Narbonne 18-13
- Grenoble-Pau 33-16

### À l’extérieur
- Béziers-Grenoble 18-25
- Narbonne-Grenoble 18-13
- Pau-Grenoble 10-38

## Classement des 4 poules de 4 (Top 16)
Les équipes sont listées dans leur ordre de classement. Les deux premières équipes de chaque poules sont qualifiées pour les quarts de finale.
| Poule 1 - USA Perpignan - CA Brive - US Colomiers - Biarritz olympique Poule 3 - FC Grenoble - RC Narbonne - AS Béziers - Section paloise | Poule 2 - RC Toulon - Stade toulousain - CA Bègles-Bordeaux - AS Montferrand Poule 4 - SU Agen - Castres olympique - Tarbes Pyrénées - US Dax |

## Phase finale
En finale, Grenoble s'incline dans des conditions rocambolesques.
|  | Quarts de finale  | Quarts de finale  |                   |    | Demi-finales | Demi-finales |  |  | Finale                                    | Finale |
|  | Quarts de finale  | Quarts de finale  |                   |    | Demi-finales | Demi-finales |  |  | Finale                                    | Finale |
|  |                   |                   |                   |    |              |              |  |  |                                           |        |
|  |                   |                   |                   |    |              |              |  |  | le 5 juin 1993 au Parc des Princes, Paris |        |
|  |                   |                   |                   |    |              |              |  |  |                                           |        |
|  | FC Grenoble       | 19                |                   |    |              |              |  |  |                                           |        |
|  | FC Grenoble       | 19                |                   |    |              |              |  |  |                                           |        |
|  | Stade toulousain  | 17                |                   |    |              |              |  |  |                                           |        |
|  | Stade toulousain  | 17                | FC Grenoble       | 21 |              |              |  |  |                                           |        |
|  |                   |                   | FC Grenoble       | 21 |              |              |  |  |                                           |        |
|  |                   | SU Agen           | 15                |    |              |              |  |  |                                           |        |
|  | SU Agen           | SU Agen           | 15                | 33 |              |              |  |  |                                           |        |
|  | SU Agen           |                   |                   | 33 |              |              |  |  |                                           |        |
|  | CA Brive          | 16                |                   |    |              |              |  |  |                                           |        |
|  | CA Brive          | 16                | FC Grenoble       | 11 |              |              |  |  |                                           |        |
|  |                   |                   | FC Grenoble       | 11 |              |              |  |  |                                           |        |
|  |                   | Castres olympique | 14                |    |              |              |  |  |                                           |        |
|  | Castres olympique | Castres olympique | 14                | 71 |              |              |  |  |                                           |        |
|  | Castres olympique |                   |                   | 71 |              |              |  |  |                                           |        |
|  | RC Narbonne       | 54                |                   |    |              |              |  |  |                                           |        |
|  | RC Narbonne       | 54                | Castres olympique | 17 |              |              |  |  |                                           |        |
|  |                   |                   | Castres olympique | 17 |              |              |  |  |                                           |        |
|  |                   | RC Toulon         | 16                |    |              |              |  |  |                                           |        |
|  | RC Toulon         | RC Toulon         | 16                | 10 |              |              |  |  |                                           |        |
|  | RC Toulon         |                   |                   | 10 |              |              |  |  |                                           |        |
|  | USA Perpignan     | 9                 |                   |    |              |              |  |  |                                           |        |
|  | USA Perpignan     | 9                 |                   |    |              |              |  |  |                                           |        |

## Challenge Yves du Manoir
En Challenge Yves du Manoir, Grenoble termine premier de sa poule devant Toulon, Nîmes et Montferrand avant de perdre en quart de finale contre Castres 20-6.

### À domicile
- Grenoble-Montferrand 33-16
- Grenoble-Nîmes 42-10
- Grenoble-Toulon 6-7

### À l’extérieur
- Montferrand-Grenoble 25-25
- Nîmes-Grenoble 28-25
- Toulon-Grenoble 25-29

### Tableau final
|  | Huitièmes de finale                | Huitièmes de finale                | Huitièmes de finale                | Huitièmes de finale                |                                 |                    | Quarts de finale | Quarts de finale | Quarts de finale | Quarts de finale |  |  | Demi-finales | Demi-finales | Demi-finales | Demi-finales |  |  | Finale                             | Finale                             | Finale                             | Finale                             |
|  |                                    |                                    |                                    |                                    |                                 |                    |                  |                  |                  |                  |  |  |              |              |              |              |  |  |                                    |                                    |                                    |                                    |
|  | 27 décembre 1992 et 2 janvier 1993 | 27 décembre 1992 et 2 janvier 1993 | 27 décembre 1992 et 2 janvier 1993 | 27 décembre 1992 et 2 janvier 1993 |                                 |                    | 7 mars 1993      | 7 mars 1993      | 7 mars 1993      | 7 mars 1993      |  |  | 8 mai 1993   | 8 mai 1993   | 8 mai 1993   | 8 mai 1993   |  |  | 12 juin 1993, Stade Armandie, Agen | 12 juin 1993, Stade Armandie, Agen | 12 juin 1993, Stade Armandie, Agen | 12 juin 1993, Stade Armandie, Agen |
|  | SU Agen                            | SU Agen                            | 37                                 | 12                                 |                                 |                    | 7 mars 1993      | 7 mars 1993      | 7 mars 1993      | 7 mars 1993      |  |  | 8 mai 1993   | 8 mai 1993   | 8 mai 1993   | 8 mai 1993   |  |  | 12 juin 1993, Stade Armandie, Agen | 12 juin 1993, Stade Armandie, Agen | 12 juin 1993, Stade Armandie, Agen | 12 juin 1993, Stade Armandie, Agen |
|  | SU Agen                            | SU Agen                            | 37                                 | 12                                 |                                 |                    | 7 mars 1993      | 7 mars 1993      | 7 mars 1993      | 7 mars 1993      |  |  | 8 mai 1993   | 8 mai 1993   | 8 mai 1993   | 8 mai 1993   |  |  | 12 juin 1993, Stade Armandie, Agen | 12 juin 1993, Stade Armandie, Agen | 12 juin 1993, Stade Armandie, Agen | 12 juin 1993, Stade Armandie, Agen |
|  | CA Brive                           | CA Brive                           | 22                                 | 29                                 |                                 |                    | 7 mars 1993      | 7 mars 1993      | 7 mars 1993      | 7 mars 1993      |  |  | 8 mai 1993   | 8 mai 1993   | 8 mai 1993   | 8 mai 1993   |  |  | 12 juin 1993, Stade Armandie, Agen | 12 juin 1993, Stade Armandie, Agen | 12 juin 1993, Stade Armandie, Agen | 12 juin 1993, Stade Armandie, Agen |
|  | CA Brive                           | CA Brive                           | 22                                 | 29                                 | CA Brive                        | CA Brive           | 17               | 17               |                  |                  |  |  | 8 mai 1993   | 8 mai 1993   | 8 mai 1993   | 8 mai 1993   |  |  | 12 juin 1993, Stade Armandie, Agen | 12 juin 1993, Stade Armandie, Agen | 12 juin 1993, Stade Armandie, Agen | 12 juin 1993, Stade Armandie, Agen |
|  |                                    |                                    |                                    |                                    | CA Brive                        | CA Brive           | 17               | 17               |                  |                  |  |  | 8 mai 1993   | 8 mai 1993   | 8 mai 1993   | 8 mai 1993   |  |  | 12 juin 1993, Stade Armandie, Agen | 12 juin 1993, Stade Armandie, Agen | 12 juin 1993, Stade Armandie, Agen | 12 juin 1993, Stade Armandie, Agen |
|  |                                    |                                    | Stade toulousain                   | Stade toulousain                   | 28                              | 28                 |                  |                  |                  |                  |  |  | 8 mai 1993   | 8 mai 1993   | 8 mai 1993   | 8 mai 1993   |  |  | 12 juin 1993, Stade Armandie, Agen | 12 juin 1993, Stade Armandie, Agen | 12 juin 1993, Stade Armandie, Agen | 12 juin 1993, Stade Armandie, Agen |
|  |                                    |                                    |                                    |                                    | 28                              | 28                 |                  |                  |                  |                  |  |  | 8 mai 1993   | 8 mai 1993   | 8 mai 1993   | 8 mai 1993   |  |  | 12 juin 1993, Stade Armandie, Agen | 12 juin 1993, Stade Armandie, Agen | 12 juin 1993, Stade Armandie, Agen | 12 juin 1993, Stade Armandie, Agen |
|  |                                    | 7 mars 1993                        |                                    |                                    |                                 |                    |                  |                  |                  |                  |  |  | 8 mai 1993   | 8 mai 1993   | 8 mai 1993   | 8 mai 1993   |  |  | 12 juin 1993, Stade Armandie, Agen | 12 juin 1993, Stade Armandie, Agen | 12 juin 1993, Stade Armandie, Agen | 12 juin 1993, Stade Armandie, Agen |
|  |                                    |                                    |                                    |                                    |                                 |                    |                  |                  |                  |                  |  |  | 8 mai 1993   | 8 mai 1993   | 8 mai 1993   | 8 mai 1993   |  |  | 12 juin 1993, Stade Armandie, Agen | 12 juin 1993, Stade Armandie, Agen | 12 juin 1993, Stade Armandie, Agen | 12 juin 1993, Stade Armandie, Agen |
|  | Stade toulousain                   | Stade toulousain                   | 26                                 | 26                                 |                                 |                    |                  |                  |                  |                  |  |  |              |              |              |              |  |  | 12 juin 1993, Stade Armandie, Agen | 12 juin 1993, Stade Armandie, Agen | 12 juin 1993, Stade Armandie, Agen | 12 juin 1993, Stade Armandie, Agen |
|  | Stade toulousain                   | Stade toulousain                   | 26                                 | 26                                 | 15 novembre et 27 décembre 1992 |                    |                  |                  |                  |                  |  |  |              |              |              |              |  |  | 12 juin 1993, Stade Armandie, Agen | 12 juin 1993, Stade Armandie, Agen | 12 juin 1993, Stade Armandie, Agen | 12 juin 1993, Stade Armandie, Agen |
|  |                                    |                                    | AS Béziers                         | AS Béziers                         | 16                              | 16                 |                  |                  |                  |                  |  |  |              |              |              |              |  |  | 12 juin 1993, Stade Armandie, Agen | 12 juin 1993, Stade Armandie, Agen | 12 juin 1993, Stade Armandie, Agen | 12 juin 1993, Stade Armandie, Agen |
|  | US Dax                             | US Dax                             | AS Béziers                         | AS Béziers                         | 16                              | 16                 | 23               | 13               |                  |                  |  |  |              |              |              |              |  |  | 12 juin 1993, Stade Armandie, Agen | 12 juin 1993, Stade Armandie, Agen | 12 juin 1993, Stade Armandie, Agen | 12 juin 1993, Stade Armandie, Agen |
|  | US Dax                             | US Dax                             | 8 mai 1993                         |                                    |                                 |                    | 23               | 13               |                  |                  |  |  |              |              |              |              |  |  | 12 juin 1993, Stade Armandie, Agen | 12 juin 1993, Stade Armandie, Agen | 12 juin 1993, Stade Armandie, Agen | 12 juin 1993, Stade Armandie, Agen |
|  | RC Nîmes                           | RC Nîmes                           | 24                                 | 0                                  |                                 |                    |                  |                  |                  |                  |  |  |              |              |              |              |  |  | 12 juin 1993, Stade Armandie, Agen | 12 juin 1993, Stade Armandie, Agen | 12 juin 1993, Stade Armandie, Agen | 12 juin 1993, Stade Armandie, Agen |
|  | RC Nîmes                           | RC Nîmes                           | 24                                 | 0                                  | US Dax                          | US Dax             | 22               | 22               |                  |                  |  |  |              |              |              |              |  |  | 12 juin 1993, Stade Armandie, Agen | 12 juin 1993, Stade Armandie, Agen | 12 juin 1993, Stade Armandie, Agen | 12 juin 1993, Stade Armandie, Agen |
|  |                                    |                                    |                                    |                                    | US Dax                          | US Dax             | 22               | 22               |                  |                  |  |  |              |              |              |              |  |  | 12 juin 1993, Stade Armandie, Agen | 12 juin 1993, Stade Armandie, Agen | 12 juin 1993, Stade Armandie, Agen | 12 juin 1993, Stade Armandie, Agen |
|  |                                    |                                    | AS Béziers                         | AS Béziers                         | 24                              | 24                 |                  |                  |                  |                  |  |  |              |              |              |              |  |  | 12 juin 1993, Stade Armandie, Agen | 12 juin 1993, Stade Armandie, Agen | 12 juin 1993, Stade Armandie, Agen | 12 juin 1993, Stade Armandie, Agen |
|  |                                    |                                    |                                    |                                    | 24                              | 24                 |                  |                  |                  |                  |  |  |              |              |              |              |  |  | 12 juin 1993, Stade Armandie, Agen | 12 juin 1993, Stade Armandie, Agen | 12 juin 1993, Stade Armandie, Agen | 12 juin 1993, Stade Armandie, Agen |
|  |                                    | 7 mars 1993                        |                                    |                                    |                                 |                    |                  |                  |                  |                  |  |  |              |              |              |              |  |  | 12 juin 1993, Stade Armandie, Agen | 12 juin 1993, Stade Armandie, Agen | 12 juin 1993, Stade Armandie, Agen | 12 juin 1993, Stade Armandie, Agen |
|  |                                    |                                    |                                    |                                    |                                 |                    |                  |                  |                  |                  |  |  |              |              |              |              |  |  | 12 juin 1993, Stade Armandie, Agen | 12 juin 1993, Stade Armandie, Agen | 12 juin 1993, Stade Armandie, Agen | 12 juin 1993, Stade Armandie, Agen |
|  | Stade toulousain                   | Stade toulousain                   | 13                                 | 13                                 |                                 |                    |                  |                  |                  |                  |  |  |              |              |              |              |  |  |                                    |                                    |                                    |                                    |
|  | Stade toulousain                   | Stade toulousain                   | 13                                 | 13                                 |                                 |                    |                  |                  |                  |                  |  |  |              |              |              |              |  |  |                                    |                                    |                                    |                                    |
|  |                                    |                                    | Castres olympique                  | Castres olympique                  | 8                               | 8                  |                  |                  |                  |                  |  |  |              |              |              |              |  |  |                                    |                                    |                                    |                                    |
|  |                                    |                                    |                                    |                                    | 8                               | 8                  |                  |                  |                  |                  |  |  |              |              |              |              |  |  |                                    |                                    |                                    |                                    |
|  |                                    |                                    |                                    |                                    |                                 |                    |                  |                  |                  |                  |  |  |              |              |              |              |  |  |                                    |                                    |                                    |                                    |
|  |                                    |                                    |                                    |                                    |                                 |                    |                  |                  |                  |                  |  |  |              |              |              |              |  |  |                                    |                                    |                                    |                                    |
|  | Castres olympique                  | Castres olympique                  | 20                                 | 20                                 |                                 |                    |                  |                  |                  |                  |  |  |              |              |              |              |  |  |                                    |                                    |                                    |                                    |
|  | Castres olympique                  | Castres olympique                  | 20                                 | 20                                 |                                 |                    |                  |                  |                  |                  |  |  |              |              |              |              |  |  |                                    |                                    |                                    |                                    |
|  |                                    |                                    | FC Grenoble                        | FC Grenoble                        | 6                               | 6                  |                  |                  |                  |                  |  |  |              |              |              |              |  |  |                                    |                                    |                                    |                                    |
|  |                                    |                                    |                                    |                                    | 6                               | 6                  |                  |                  |                  |                  |  |  |              |              |              |              |  |  |                                    |                                    |                                    |                                    |
|  |                                    | 7 mars 1993                        |                                    |                                    |                                 |                    |                  |                  |                  |                  |  |  |              |              |              |              |  |  |                                    |                                    |                                    |                                    |
|  |                                    |                                    |                                    |                                    |                                 |                    |                  |                  |                  |                  |  |  |              |              |              |              |  |  |                                    |                                    |                                    |                                    |
|  | Castres olympique                  | Castres olympique                  | 22                                 | 22                                 |                                 |                    |                  |                  |                  |                  |  |  |              |              |              |              |  |  |                                    |                                    |                                    |                                    |
|  | Castres olympique                  | Castres olympique                  | 22                                 | 22                                 | 15 novembre et 27 décembre 1992 |                    |                  |                  |                  |                  |  |  |              |              |              |              |  |  |                                    |                                    |                                    |                                    |
|  |                                    |                                    | RC Narbonne                        | RC Narbonne                        | 14                              | 14                 |                  |                  |                  |                  |  |  |              |              |              |              |  |  |                                    |                                    |                                    |                                    |
|  | US Colomiers                       | US Colomiers                       | RC Narbonne                        | RC Narbonne                        | 14                              | 14                 | 9                | 23               |                  |                  |  |  |              |              |              |              |  |  |                                    |                                    |                                    |                                    |
|  | US Colomiers                       | US Colomiers                       |                                    |                                    |                                 |                    |                  | 23               |                  |                  |  |  |              |              |              |              |  |  |                                    |                                    |                                    |                                    |
|  | RC Narbonne                        | RC Narbonne                        | 6                                  | 27                                 |                                 |                    |                  |                  |                  |                  |  |  |              |              |              |              |  |  |                                    |                                    |                                    |                                    |
|  | RC Narbonne                        | RC Narbonne                        | 6                                  | 27                                 | CA Bègles Bordeaux              | CA Bègles Bordeaux | 28               | 28               |                  |                  |  |  |              |              |              |              |  |  |                                    |                                    |                                    |                                    |
|  |                                    |                                    |                                    |                                    | CA Bègles Bordeaux              | CA Bègles Bordeaux | 28               | 28               |                  |                  |  |  |              |              |              |              |  |  |                                    |                                    |                                    |                                    |
|  |                                    |                                    | RC Narbonne                        | RC Narbonne                        | 38                              | 38                 |                  |                  |                  |                  |  |  |              |              |              |              |  |  |                                    |                                    |                                    |                                    |
|  |                                    |                                    |                                    |                                    | 38                              | 38                 |                  |                  |                  |                  |  |  |              |              |              |              |  |  |                                    |                                    |                                    |                                    |
|  |                                    |                                    |                                    |                                    |                                 |                    |                  |                  |                  |                  |  |  |              |              |              |              |  |  |                                    |                                    |                                    |                                    |
|  |                                    |                                    |                                    |                                    |                                 |                    |                  |                  |                  |                  |  |  |              |              |              |              |  |  |                                    |                                    |                                    |                                    |
|  |                                    |                                    |                                    |                                    |                                 |                    |                  |                  |                  |                  |  |  |              |              |              |              |  |  |                                    |                                    |                                    |                                    |
|  |                                    |                                    |                                    |                                    |                                 |                    |                  |                  |                  |                  |  |  |              |              |              |              |  |  |                                    |                                    |                                    |                                    |

## Entraîneurs
L'équipe professionnelle est encadrée par
| Nom             | Poste      | Nationalité |
| --------------- | ---------- | ----------- |
| Jacques Fouroux | Manager    | France      |
| Michel Ringeval | Entraîneur | France      |

‌

## Effectif de la saison 1992-1993
| Nom                    | Poste                  | Naissance        | Nationalité        |
| ---------------------- | ---------------------- | ---------------- | ------------------ |
| Fréderic Aimard        | Pilier                 | 24 avril 1974    | France             |
| Arnaud Bazin           | Pilier                 | 24 novembre 1964 | France             |
| Franck Capdeville      | Pilier                 | 26 mai 1964      | France             |
| Salvatore Dibilio      | Pilier                 | 21 mars 1969     | France             |
| Stuart Evans           | Pilier                 | 14 juin 1963     | Pays de Galles     |
| Romain Magellan        | Pilier                 | 13 mai 1973      | France             |
| Philippe Tapié         | Pilier                 | 2 novembre 1966  | France             |
| Gilbert Brunat         | Talonneur              | 28 janvier 1958  | France             |
| Éric Ferruit           | Talonneur              | 10 juillet 1962  | France             |
| Fabrice Landreau       | Talonneur              | 1er août 1968    | France             |
| Olivier Brouzet        | Deuxième ligne         | 22 novembre 1972 | France             |
| Olivier Merle          | Deuxième ligne         | 14 novembre 1965 | France             |
| Frédéric Nibelle       | Deuxième ligne         | 6 juin 1966      | France             |
| Hervé Chaffardon       | Troisième ligne aile   | 27 août 1965     | France             |
| Gregory Kacala         | Troisième ligne aile   | 15 mars 1966     | Pologne            |
| Christophe Monteil     | Troisième ligne aile   | 31 décembre 1961 | France             |
| Patrice Vacchino       | Troisième ligne aile   | 15 juillet 1970  | France             |
| Stéphane Larue         | Troisième ligne centre | 9 août 1972      | France             |
| Džoni Mandić           | Troisième ligne centre | 6 septembre 1966 | Bosnie-Herzégovine |
| Franck Hueber          | Demi de mêlée          | 26 mars 1972     | France             |
| Dominique Mazille      | Demi de mêlée          | 10 décembre 1961 | France             |
| Patrick Goirand        | Demi d'ouverture       | 10 octobre 1972  | France             |
| Thierry Picard         | Centre                 | 16 juillet 1965  | France             |
| Jean-Philippe Rey      | Centre                 | 25 mai 1963      | France             |
| Martial Servantes      | Centre                 | 20 octobre 1967  | France             |
| Charl Snyman           | Centre                 | 3 août 1967      | Afrique du Sud     |
| Willy Taofifénua       | Centre                 | 4 février 1963   | France             |
| Frédéric Vélo          | Centre                 | 4 janvier 1966   | France             |
| Brice Bardou           | Ailier                 | 13 février 1969  | France             |
| Xavier Cambres         | Ailier                 | 11 juin 1974     | France             |
| Philippe Meunier       | Ailier                 | 19 juin 1963     | France             |
| Célestin N'Gbala       | Ailier                 | 18 mai 1971      | Côte d'Ivoire      |
| Jean-Claude Taofifénua | Ailier                 | 25 octobre 1961  | France             |
| Stéphane Weller        | Ailier                 | 13 juin 1966     | France             |
| Alain Gély             | Arrière                | 25 janvier 1963  | France             |
| Cyril Savy             | Arrière                | 11 juillet 1968  | France             |

### Équipe-Type
1. Philippe Tapié  2. Fabrice Landreau 3. Franck Capdeville 

4. Olivier Merle 5. Olivier Brouzet 

6. Gregory Kacala 8. Džoni Mandić 7. Hervé Chaffardon  

9. Dominique Mazille 10. Patrick Goirand 

11. Philippe Meunier 12. Frédéric Vélo 13. Willy Taofifénua 14. Brice Bardou 

15. Cyril Savy 

## Les Mammouths de Grenoble

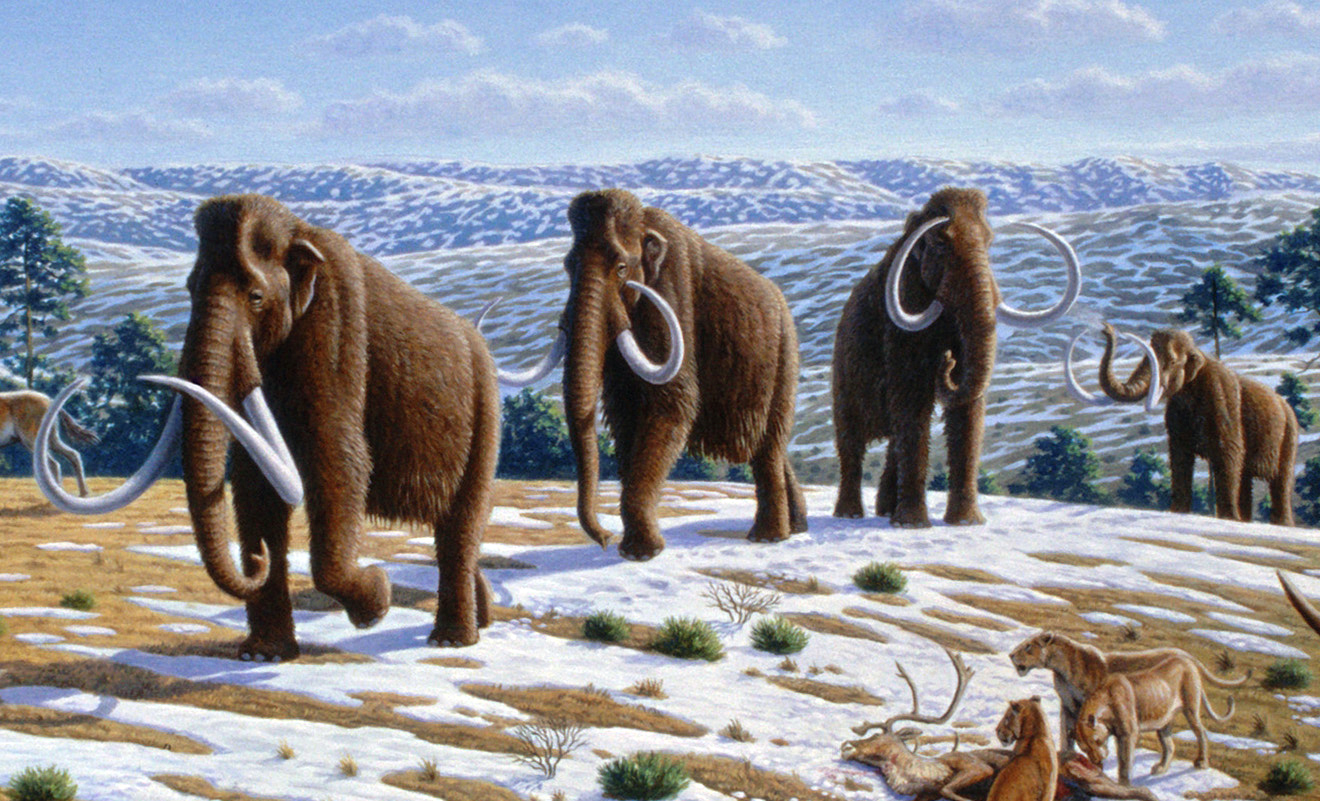
Les Mammouths de Grenoble
étaient d’après Olivier Merle l’un des plus gros paquets d’avants du monde.

L'arrivée de Jacques Fouroux aux commandes de l'équipe pour la saison 1992-1993 associé à Michel Ringeval après la demi-finale perdue en 1992 contre Biarritz 13-9 marque la fin d'une ère et le début de celle dite des Mammouths de Grenoble. Ce surnom est né à l'origine après le quart de finale 1992 gagné par Grenoble contre l'US Dax 22-21, l'entraîneur Dacquois René Bénésis avait alors eut cette expression pour qualifier le pack de Grenoble : "de véritables Mammouths".Avec un pack puissant qui dépasse les 900 kg d'où le surnom Les Mammouths tire son origine, Fouroux applique ses méthodes qu'il utilisait en équipe de France auparavant.
Il s'appuie sur des joueurs physiques déjà présents au club : Philippe Tapié, Éric Ferruit, Franck Capdeville, Olivier Brouzet, Hervé Chaffardon et Džoni Mandić, puis recrute Fabrice Landreau, Olivier Merle et Gregory Kacala qui sont parfaitement inconnus du grand public à l'époque.
Le FC Grenoble tutoie donc les sommets avec une finale en 1993. Après avoir écarté le Stade toulousain en quart 19-17,, puis le SU Agen en demi 21-15, le FC Grenoble gagne sa place en finale face au Castres olympique. Castres n'est pas favori face aux surpuissants Mammouths Grenoblois de Jacques Fouroux.

## Quart de finale
| 16 mai 1993 | FC Grenoble ---- 1 Philippe Tapié - 2 Gilbert Brunat (Fréderic Aimard, 48e) - 3 Franck Capdeville 4 Olivier Merle - 5 Olivier Brouzet 6 Gregory Kacala - 8 Džoni Mandić - 7 Hervé Chaffardon (Patrice Vacchino, 60e) 9 Franck Hueber (Dominique Mazille, 53e) - 10 Patrick Goirand 11 Brice Bardou - 12 Frédéric Vélo - 13 Willy Taofifénua - 14 Philippe Meunier (Xavier Cambres, 87e) 15 Cyril Savy ---- | 19 – 17 a. p. (8 – 6) | Stade toulousain                                                              | Stade Marcel-Michelin, Clermont-Ferrand 3 037 spectateurs Arbitre : Joël Dumé |
| 16 mai 1993 | Essai(s) : Vélo (53e), Bardou (97e); Pénalité(s) : Hueber 2 (14e, 38e) Drop(s) : Savy (42e) |                       | Essai(s) : Ougier (5e) Pénalité(s) : Ougier (12e), Marfaing 3 (44e, 58e, 92e) | Stade Marcel-Michelin, Clermont-Ferrand 3 037 spectateurs Arbitre : Joël Dumé |
| 16 mai 1993 | |                       |                                                                               | Stade Marcel-Michelin, Clermont-Ferrand 3 037 spectateurs Arbitre : Joël Dumé |

## Demi-finale
| 29 mai 1993 | FC Grenoble ---- 1 Philippe Tapié - 2 Éric Ferruit - 3 Franck Capdeville 4 Olivier Merle - 5 Olivier Brouzet 6 Gregory Kacala - 8 Džoni Mandić (Patrice Vacchino, 76e) - 7 Hervé Chaffardon 9 Dominique Mazille (Franck Hueber, 93e) - 10 Patrick Goirand 11 Brice Bardou (Xavier Cambres, 96e) - 12 Frédéric Vélo - 13 Willy Taofifénua - 14 Philippe Meunier 15 Cyril Savy ---- | 21 – 15 a. p. (0 – 6) | SU Agen                                             | Stade de la Méditerranée, Béziers Arbitre : M. Thomas |
| 29 mai 1993 | Essai(s) : Goirand (99e), Cambres (106e); Transformation(s) : Hueber (99e) Pénalité(s) : Vélo (41e), Savy (80e) Drop(s) : Hueber (97e) |                       | Pénalité(s) : Montlaur 5 (16e, 30e, 82e, 95e, 101e) | Stade de la Méditerranée, Béziers Arbitre : M. Thomas |
| 29 mai 1993 | |                       |                                                     | Stade de la Méditerranée, Béziers Arbitre : M. Thomas |

## Finale: Grenoble-Castres

### Contexte
En 1991, lorsque Jacques Fouroux tente un putsch contre Albert Ferrasse, Bernard Lapasset se range du côté de celui qui lui a tout appris et en sera récompensé en étant nommé président de la FFR, le 14 décembre 1991.
Mais en 1993, Jacques Fouroux est candidat à la présidence de la FFR en concurrence justement avec le président sortant Bernard Lapasset.

### Avant match
La semaine entre la demi et la finale du FC Grenoble est marquée par une polémique. Bernard Lapasset, président de la FFR (et ancien adversaire de Fouroux pour ce poste), fustige ainsi l'arbitrage de M.Thomas sur le passage à vide des avants Grenoblois.
Le camp grenoblois se plaint lui d'un essai de pénalité refusé pour une mêlée écroulée sur sa ligne de but par les Agenais‌ et s’étonne que, pour pouvoir assister aux deux demi-finales, le président Lapasset ait utilisé le jet privé du Castres olympique leur futur adversaire en finale.
Jacques Fouroux en conflit avec la Fédération se méfie donc de l’arbitrage déjà avant cette finale.
(mt : 3 – 5)
Points marqués :
- Castres : 1 essai de Whetton, 2 pénalités de Labit, 1 drop de Rui
- Grenoble : 1 essai de Vélo, 2 pénalités de Savy et Hueber

Évolution du score :
Arbitre : Daniel Salles
Finale Rambo :
Les médias ont baptisé cette affiche de "finale Rambo" dans un choc de mammouths et d'aurochs.
Le poids des packs

Grenoble : 878kg

Castres : 821kg
L'avant type

Grenoble : 1.92m 110kg

Castres : 1.89m 103kg
Le "cinq de derrière"

Troisième et deuxième lignes :

Grenoble : 1.96m 116kg

Castres : 1.93m 103kg
| Castres olympique Titulaires Laurent Labit 15 Jean-Bernard Bergès 14 Adrian Lungu 13 Nicolas Combes 12 Christophe Lucquiaud 11 (cap.) Francis Rui 10 Cédric Tonini 9 Alain Carminati 8 Gilbert Pagès 7 José Díaz 6 Gary Whetton 5 Thierry Bourdet 4 Thierry Lafforgue 3 Christophe Urios 2 Laurent Toussaint 1 Remplaçants Jean Luc Vidal 16 Christian Batut 17 Jean Philippe Swiadeck 18 Éric Minniti 19 Maurice Bille 20 Philippe Oms 21 Entraîneurs Alain Gaillard Jacques Cauquil |  | FC Grenoble Titulaires 15 Cyril Savy 14 Philippe Meunier 13 Willy Taofifénua 12 Frédéric Vélo 11 Brice Bardou 10 Patrick Goirand 9 Dominique Mazille 8 Džoni Mandić 7 Hervé Chaffardon 6 Gregory Kacala 5 Olivier Brouzet 4 Olivier Merle 3 Franck Capdeville 2 Éric Ferruit 1 Philippe Tapié Remplaçants 16 Martial Servantes 17 Xavier Cambres 18 Franck Hueber 19 Patrice Vacchino 20 Gilbert Brunat 21 Arnaud Bazin Entraîneurs Jacques Fouroux Michel Ringeval |

### La polémique

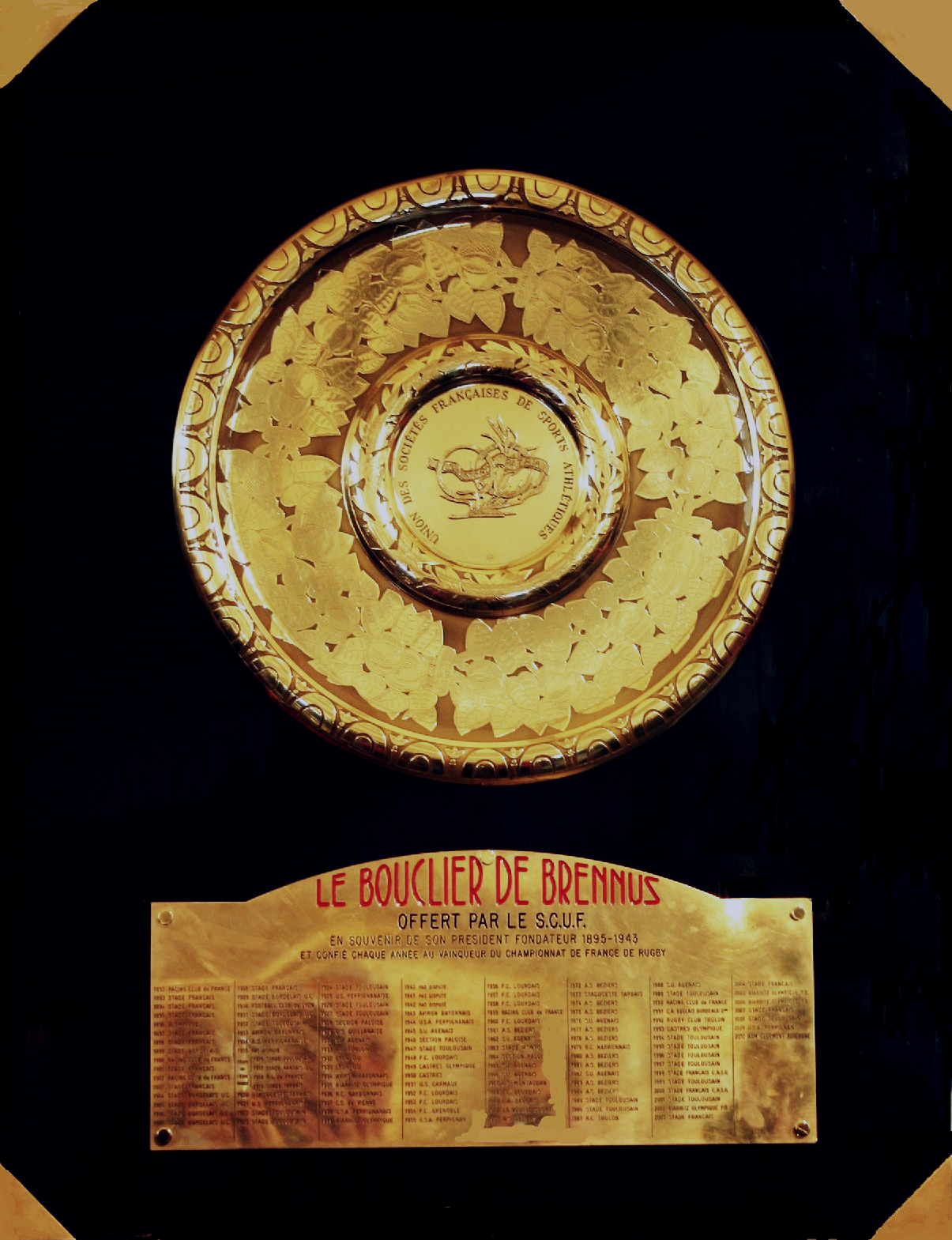
Grenoble, privé du titre de champion de France ne peut soulever son deuxième Bouclier de Brennus

Un essai d'Olivier Brouzet est refusé aux grenoblois en début de match, et Cyril Savy l'arrière du FCG pense que son troisième but de pénalité, celui des 42 mètres qui passe largement au-dessus des poteaux et qui a été refusé est valable.
Cette finale est aussi marquée par un taux d'échec au pied particulièrement élevé de la part des buteurs grenoblois Cyril Savy, Frédéric Vélo et Franck Hueber avec seulement deux coups de pied sur dix réussis.
À la suite de ces événements et après avoir inscrit un essai par Frédéric Vélo, les Grenoblois dominateurs ne comptent seulement que deux petits points d'avance à la 62e minute quand cette finale va vraiment tourner au scandale, en effet Francis Rui, l'ouvreur Tarnais tape une chandelle que Le Grenoblois Franck Hueber attrape de volée et aplatit dans son en-but, puis dans son mouvement relâche le ballon. C'est après qu'aplatit à son tour le deuxième ligne castrais Gary Whetton. L'arbitre, Daniel Salles, valide l'essai sans consulter son arbitre de touche.
Les images montreront que Hueber avait aplati et que l'essai n'était donc pas valable.
Cette erreur d'arbitrage permet aux Tarnais de remporter le match le score de 14 à 11.
Fouroux en conflit avec la Fédération crie au complot.
Après la rencontre, à la question : « Comment avez-vous trouvé cette finale ? », Jacques Fouroux répond alors : « Salles. Très Salles ». « Mais c'est difficile pour Monsieur Salles, qui est d'Agen ne l'oublions pas et choisi par Ferrasse et Lapasset qui sont d'Agen et ne sont pas mes amis comme on le sait ».
Les Grenoblois sont alors très virulent à l'égard de l'arbitre et surtout de la FFR et notamment Fouroux.
Lorsque les mammouths de Grenoble sont rentrés en Isère, ils ont été fêtés par leurs supporters comme s'ils étaient champions de France.
La photo de Franck Hueber aplatissant le ballon dans l'en-but grenoblois fera la une du quotidien sportif L'Équipe intitulé « Il n'y avait pas essai ! » trois jours plus tard.
Un t-shirt avec cette photo et la mention « Hold-up au Parc » est créé pour l'occasion.
Par la suite, le FC Grenoble ne dépose pas réclamation au sujet de l'arbitrage auprès de la Fédération française de rugby.
Jacques Fouroux déclare alors : « Nous sommes champions de France du fair-play ». Persuadé d'avoir été volé par la fédération, Jacques Fouroux se tournera alors vers le XIII avec le PSG en septembre 1994.
L'arbitre ne reconnaît que treize ans plus tard qu'il a commis une faute d'arbitrage ce jour-là, privant ainsi les Grenoblois du titre.
Selon l'entraîneur Grenoblois Michel Ringeval, l’arbitrage de la finale était tourné délibérément contre Grenoble et contre son manager Jacques Fourroux car il était candidat à la présidence de la fédération et cela a selon lui influencé beaucoup de choses. Michel Ringeval déclarera également plus tard : « Jean Liénard, dont j’étais le successeur, était venu me voir. La veille s’était tenue une réunion où un arbitre lui avait dit : « Jean, vous ne pouvez pas gagner cette finale. » Il avait été décidé que nous jouions nos mauls de façon illicite. Pourquoi ? Un quart de siècle plus tard, je l’ignore toujours... Toujours est-il qu’en finale, au bout de dix minutes, j’ai compris ce qui se passait... ».
Pour le troisième ligne et capitaine du FC Grenoble Hervé Chaffardon, les Mammouths de Grenoble méritaient de gagner ce titre de champion de France 1993.
Pour le deuxième ligne du FC Grenoble Olivier Merle cette finale est l'un des plus gros scandales du rugby français.
En 2006, lorsqu’il a sorti ses mémoires, Daniel Salles avoue alors avoir été sous l’influence des supporters du SU Agen dont leur club a été éliminé par le FC Grenoble en demi-finale.
Les agenais se plaignaient du jeu des isérois et l’arbitre est justement originaire du Lot-et-Garonne.
Mais Daniel Salles dit toujours n’avoir jamais reçu de consignes.
Plus de 20 ans après, l'arbitrage de cette finale fait toujours parler dans le monde du rugby,,.
L'arrière Cyril Savy déclare plus tard : « Avec le recul, ce fut une erreur de se focaliser sur ce fait de jeu. Une mauvaise décision peut toujours arriver. Mais la réalité était plus insidieuse : c'est toute la rencontre qui avait été dirigée à charge contre nous. L’action de l'essai n’est rien par rapport à ce qui s’est passé tout au long de la partie. ».

## Centenaire du rugby à Grenoble

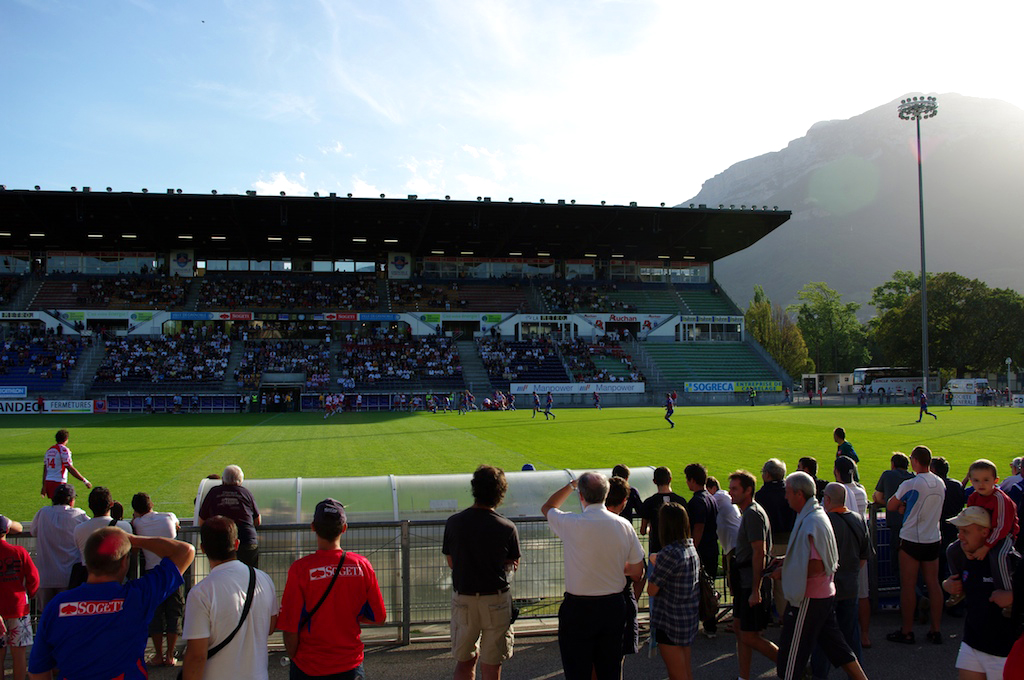
Stade Lesdiguières

Le 19 juin 1993 à Grenoble a lieu un match de gala.
Barbarians français 92-34 XV du Président
Barbarians français : 

14 essais, Bonneval (5e), Ntamack (8e, 30e, 78e), Faugeron (17e), Charvet (21e), Dal Maso (27e, 33e), Lafond (49e), McDowell (50e), Estève (52e, 72e), Champ (60e), Carminati (68e) 

11 transformations, Charvet (3), Lafond (6), Lescarboura, Mullin
XV du Président : 

5 essais, Geoghegan (31e), Adams (36e, 40e), Mesnel (45e), Ross (75e) 

3 transformations , F Vélo

1 pénalité, F Vélo
Barbarians français : 

1. Steve McDowall (Auckland RFU)  2. Marc Dal Maso (SU Agen)  3. Pascal Ondarts (Biarritz olympique)
4. Dominique Erbani (SU Agen)  5. Djakaria Sanoko (Biarritz olympique)
6. Éric Champ (RC Toulon)  8. Christophe Deslandes (Racing CF)  7. Alain Carminati (Castres olympique)
9. David Tastet (SU Agen) 10. Jean-Patrick Lescarboura (US Dax)
11. Didier Faugeron (CA Brive)   12. Denis Charvet (Racing CF)  13. Éric Bonneval (Racing CF)  14. Jean-Baptiste Lafond (CA Bègles-Bordeaux)
15. Émile Ntamack (Stade Toulousain)
Remplaçants
Patrick Estève (Stade lavelanétien) - Brendan Mullin (Blackrock College RFC) - Laurent Pardo (Saint-Jean-de-Luz OR) - Christian Bel (FCS Rumilly) - Gérard Bertrand (Stade français) - Richard Pool-Jones (Biarritz olympique) - Grégoire Lascubé (Biarritz olympique)

Entraîneur
Jacques Fouroux

XV du Président : 

1. Victor Ubogu (Bath Rugby)   2. Vincent Moscato (CA Bègles-Bordeaux)   3. Laurence Hullena (en) (North Harbour RU)
4. Thierry Devergie (RC Nîmes)   5. Grant Ross (Stade montois)
6. Gregory Kacala (FC Grenoble)   8. Phil Davies (Llanelli RFC)   7. Philippe Chamayou (AS Béziers)
9. Rupert Moon (Llanelli RFC)  10. Franck Mesnel (Racing CF)  
11. Wayne Proctor (Llanelli RFC)    12. Éric Blanc (Racing CF)   13. Chris Thomas (Rosslyn Park FC)  14. Simon Geoghegan (London Irish)
15. Frédéric Vélo (FC Grenoble)
Remplaçants
 Ibrahim Hasagic (FCS Rumilly)  - Franck Corrihons (Biarritz olympique) - Philippe Meunier (FC Grenoble) - Philippe Gimbert (CA Bègles-Bordeaux) - Virgil Năstase (Stade lavelanétien) - Darren Adams (Racing CF)  

Entraîneur
Michel Ringeval

## Olivier Merleenéquipe nationale
Il obtient sa première sélection le 26 juin 1993 contre l'Afrique du sud à l'ABSA Stadium de Durban.